# Stiftärrlav
Stiftärrlav (Sticta fuliginosa) är en lavart som först beskrevs av Dicks., och fick sitt nu gällande namn av Erik Acharius. Stiftärrlav ingår i släktet Sticta och familjen Lobariaceae.  Arten är reproducerande i Sverige. Inga underarter finns listade i Catalogue of Life.

## Källor

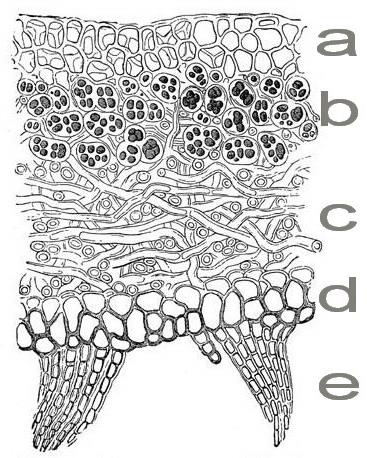
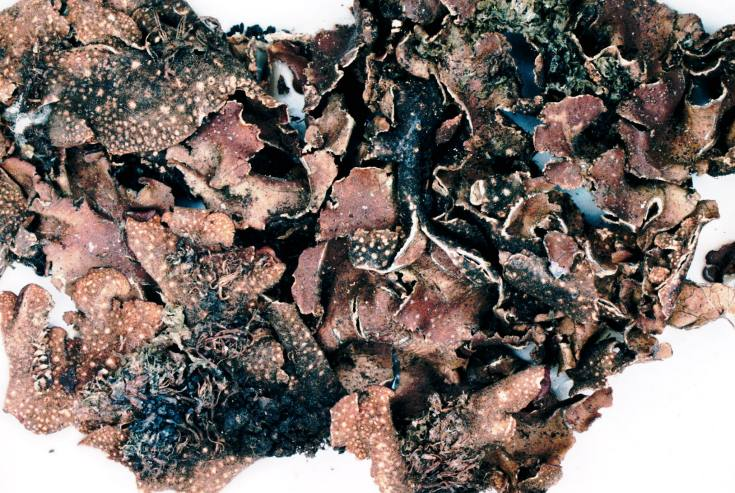
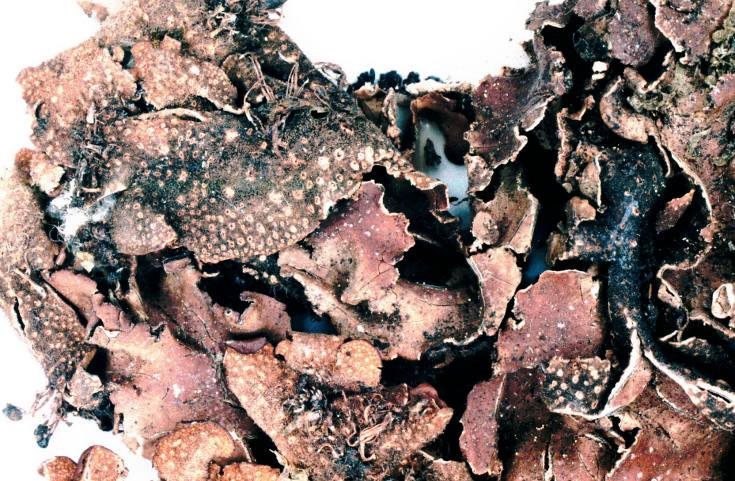
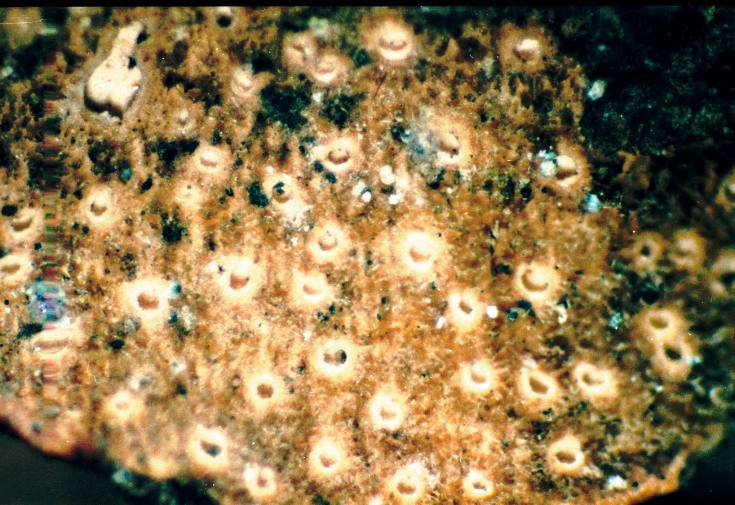
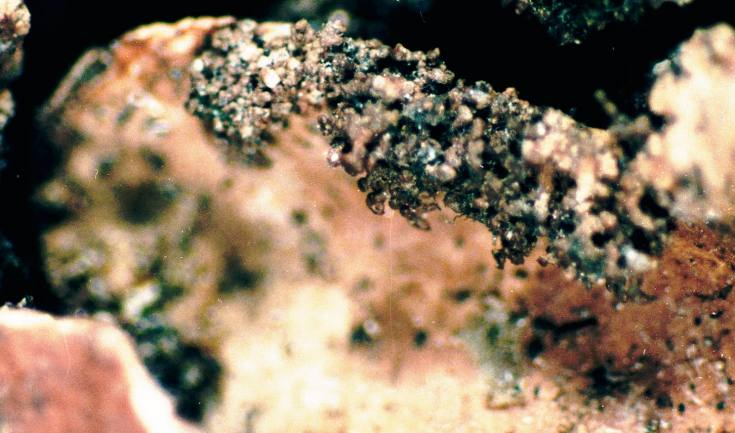
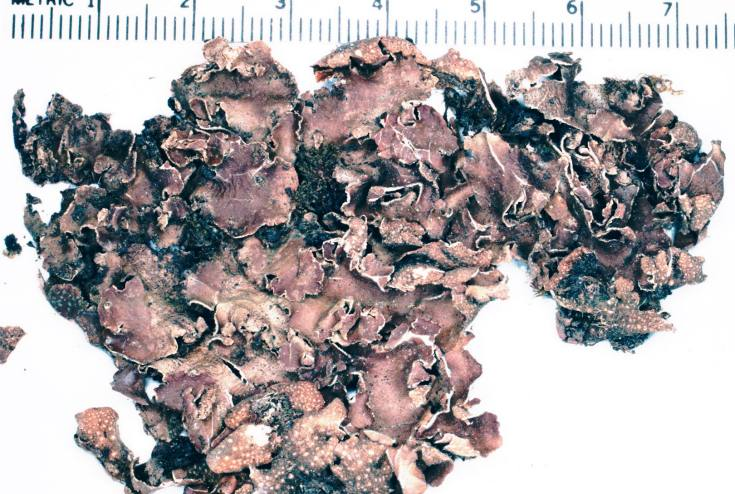